# Фынжунь
Фэнжу́нь (кит. упр. 丰润, пиньинь Fēngrùn) — район городского подчинения городского округа Таншань провинции Хэбэй (КНР).

## История
Разные источники называют разное время появления уезда Фэнжунь (丰润县) — от 1209 до 1368.
В 1949 году был образован Специальный район Таншань (唐山专区), и уезд Фэнжунь вошёл в его состав. В 1954 году к уезду Фэнжунь был присоединён уезд Фэннань, но в 1961 году выделен вновь. В 1968 году Специальный район Таншань был переименован в Округ Таншань (唐山地区).
В 1979 году часть территории уезда Фэнжунь перешла под юрисдикцию района Кайпин города Таншань. В 1980 году из неё был образован Таншаньский Новый район (新区). В 2002 году решением Госсовета КНР Новый район и уезд Фэнжунь были расформированы, а на их территориях образован район Фэнжунь.

## Административное деление
Район Фэнжунь делится на 3 уличных комитета, 20 посёлков и 3 волости.

## Экономика
Значительный промышленный центр по производству промышленного и транспортного оборудования, строительной техники и автомобильных комплектующих.